# تخفيف الضغط (جراحة)
في الطب يشير تخفيف الضغط إلى إزالة أو إعادة وضع أي هيكل يضغط على أي هيكل آخر. تشمل الأمثلة الشائعة استئصال قطع القحف المخفف للضغط (إزالة جزء من الجمجمة لتخفيف الضغط على الدماغ)، وتخفيف الضغط عن النخاع [الإنجليزية] لتخفيف الضغط على جذور الأعصاب.